# Тампонування гірських порід
Тампонування гірських порід (рос. тампонирование горных пород, англ. grouting mine rock, нім. Abdichten n des Gebirges, Tamponage f) — процес штучного заповнення тріщин, пустот і пор гірських порід тампонажними розчинами (цементними, хімічними та ін.) з метою підвищення їх міцності і стійкості, зменшення водо- та газопроникності. Подача розчину здійснюється шляхом нагнітання тампонажних розчинів у свердловини, пробурені у масиві. Залежно від матеріалів розрізняють цементацію, бітумізацію та глинизацію порід.